# Radivojce
Radivojc en albanais et Radivojce en serbe latin (en serbe cyrillique : Радивојце) est une localité du Kosovo située dans la commune/municipalité de Viti/Vitina, district de Gjilan/Gnjilane (Kosovo) ou district de Kosovo-Pomoravlje (Serbie). Selon le recensement kosovar de 2011, elle compte 1 245 habitants.

## Démographie

### Évolution historique de la population dans la localité
| 1948 | 1953 | 1961 | 1971 | 1981  | 1991  | 2011  |
| ---- | ---- | ---- | ---- | ----- | ----- | ----- |
| 601  | 674  | 807  | 828  | 1 102 | 1 307 | 1 245 |

|  |

### Répartition de la population par nationalités (2011)
En 2011, les Albanais représentaient 98,96 % de la population.